# Волингфорд (Вермонт)
Волингфорд (енгл. Wallingford) насељено је место без административног статуса у америчкој савезној држави Вермонт.

## Демографија
По попису из 2010. године број становника је 830, што је 118 (-12,4%) становника мање него 2000. године.
| Група             | 2000.       | 2010.       |
| Белци             | 932 (98,3%) | 812 (97,8%) |
| Афроамериканци    | 0 (0,0%)    | 0 (0,0%)    |
| Азијати           | 3 (0,3%)    | 2 (0,2%)    |
| Хиспаноамериканци | 6 (0,6%)    | 8 (1,0%)    |
| Укупно            | 948         | 830         |